# Persone di nome James/Altre...
| Questa pagina contiene informazioni ricavate automaticamente dalle voci biografiche con l'ausilio del template Bio e di un bot. L'aggiornamento è periodico e automatico e ricostruisce completamente la pagina. Se manca una persona in questa lista, sei pregato di non aggiungerla, ma accertati piuttosto che la sua voce biografica contenga il template Bio e che i dati anagrafici siano correttamente compilati. Se il template Bio manca, inseriscilo tu stesso o, in alternativa, metti l'avviso {{tmp\|Bio}} che ne segnala la mancanza. Se i dati riportati sono sbagliati, correggi direttamente la voce biografica; le modifiche saranno visibili in questa lista entro pochi giorni. Per chiarimenti vedi il progetto antroponimi. La lista contiene solo le 58 persone che sono citate nell'enciclopedia e per le quali è stato implementato correttamente il template Bio. Pagina aggiornata al 14 mar 2018. |

Questa è una lista di persone presenti nell'enciclopedia che hanno il prenome James e come attività principale sono Altre...

## A(1)
- Jim Alder, ex maratoneta britannico (Glasgow, n.1940)

## B(9)
- Jimmy Ball, velocista canadese (Dauphin, n.1903 - Victoria, †1988)
- Jamie Baulch, ex velocista britannico (Nottingham, n.1973)
- James Bausch, multiplista statunitense (Marion Junction, n.1906 - Hot Springs, †1974)
- James Beckford, ex lunghista e triplista giamaicano (Saint Mary, n.1975)
- James Berkeley, I barone Berkeley (n.1394 - †1463)
- James Albert Bonsack, inventore statunitense (n.1859 - †1924)
- James Brooker, astista statunitense (Cass City, n.1902 - †1973)
- James Bulger, mafioso statunitense (Boston, n.1929)
- James Butler, V conte di Ormond (n.1420 - Newcastle upon Tyne, †1461)

## C(4)
- Jamie Carragher,  e ex calciatore inglese (Bootle, n.1978)
- Giacomo Colosimo, mafioso italiano (Colosimi, n.1878 - Chicago, †1920)
- James Connolly, triplista, lunghista e altista statunitense (Boston, n.1868 - Brookline, †1957)
- James Corson, discobolo statunitense (n.1906 - †1981)

## D(7)
- James Dasaolu, velocista britannico (Londra, n.1987)
- James Dillion, discobolo e pesista statunitense (Plain City, n.1929 - Arlington, †2010)
- Jim Doehring, ex pesista statunitense (Santa Barbara, n.1962)
- James Donahue, multiplista statunitense (New York, n.1885 - Berkeley, †1966)
- James Douglas, IV conte di Morton (†1581)
- James Hamilton, VII duca di Hamilton (n.1755 - †1769)
- James Duncan, discobolo statunitense (New York, n.1887 - †1955)

## E(1)
- James Ellington, velocista britannico (Lewisham, n.1985)

## F(2)
- James Farr, cestista statunitense (Evanston, n.1992)
- Jim Fuchs, pesista e discobolo statunitense (Chicago, n.1927 - New York, †2010)

## G(2)
- James Gathers, velocista statunitense (n.1930 - †2002)
- James Godday, velocista nigeriano (Kaduna, n.1984)

## H(5)
- James Hamilton (n.1724 - †1758)
- Trey Hardee, multiplista statunitense (Birmingham, n.1984)
- James Hargreaves, carpentiere e inventore britannico (Oswaldtwistle, n.1720 - Nottingham, †1778)
- James Hepburn, IV conte di Bothwell (†1578)
- Jim Hines, ex velocista e giocatore di football americano statunitense (Dumas, n.1946)

## K(2)
- James Kwambai, maratoneta keniota (n.1983)
- James Kwalia, mezzofondista keniota (Kaptama, n.1984)

## L(4)
- James Lackington,  britannico (Wellington (Somerset), n.1746 - Budleigh Salterton, †1815)
- Jimmy Lanza, mafioso italiano (Palermo, n.1902 - San Francisco, †2006)
- Jim Lightbody, mezzofondista e siepista statunitense (Pittsburgh, n.1882 - Charleston, †1953)
- James LuValle, velocista statunitense (San Antonio, n.1912 - Te Anau, †1993)

## M(7)
- James Wilson Marshall,  statunitense (Hopewell Township, n.1810 - Kelsey, †1885)
- James Martorano, mafioso statunitense (Somerville, n.1941)
- Randy Matson, ex pesista statunitense (Kilgore, n.1945)
- James McLean, mafioso statunitense (Somerville, n.1930 - Boston, †1965)
- Ted Meredith, mezzofondista e velocista statunitense (Chester Heights, n.1891 - Camden, †1957)
- James Milner (†1730)
- James Mitchel, martellista, discobolo e tiratore di fune statunitense (Emly, n.1864 - New York, †1921)

## O(1)
- Jesse Owens, velocista e lunghista statunitense (Oakville, n.1913 - Tucson, †1980)

## P(1)
- James Plumeri, mafioso italiano (Regalbuto, n.1903 - New York, †1971)

## Q(1)
- James Quinn, velocista statunitense (Brooklyn, n.1906 - Cranston, †2004)

## R(2)
- James Robinson, cestista statunitense (Mitchellville, n.1994)
- Jim Ryun, ex mezzofondista e politico statunitense (Wichita, n.1947)

## S(5)
- James Simms, mafioso statunitense (Somerville, n.1935)
- James Simpson-Daniel,  britannico (Stockton-on-Tees, n.1982)
- Steve Smith, ex altista britannico (Liverpool, n.1973)
- James Soutter, velocista britannico (n.1885 - Edimburgo, †1966)
- James Stewart, I duca di Richmond (n.1612 - †1655)

## T(1)
- James Kibocha Theuri, maratoneta e mezzofondista francese (Kanjinji, n.1978)

## W(2)
- James Wendell, ostacolista statunitense (Schenectady, n.1890 - Filadelfia, †1958)
- James Wilson, mezzofondista britannico (Windsor, n.1891 - Brent, †1973)

## ...(1)
- James, visconte Severn (Frimley, n.2007)